# موتور هارون امیری
موتور هارون امیری یک منطقهٔ مسکونی در ایران است که در دهستان پیرسهراب واقع شده‌است. موتور هارون امیری ۱۱۹ نفر جمعیت دارد.